# Tennis no ōjisama
Tennis no ōjisama (jap. テニスの王子様 Tenisu no ōjisama; dosł. Książę tenisa) – manga napisana i zilustrowana przez Takeshi Konomi. Nazwa jest często skracana do TeniPuri (テニプリ). Wydawana była przez japoński magazyn Shūkan Shōnen Jump w latach 1999–2008 (w liczbie 42 tomów). Na jej podstawie stworzono 178-odcinkowe anime.